# Tingui (Curitiba)
Tingui é um bairro da cidade brasileira de Curitiba, Paraná.

## Localização, história, toponímia e demografia
Localizado na região nordeste da cidade, o bairro foi oficialidade em 1975. Sua denominação é uma homenagem aos índios Tinguis que povoavam grande parte da Região Metropolitana de Curitiba.
O bairro possui uma área total de 2,15 km² e 12.319 habitantes (densidade calculada em 5726 hab/km²), conforme dados do censo de 2010, do IBGE.